# Eugenie Marlittová
Eugenie Marlittová, rozená Henriette Christiane Friederieke Eugenie Johnová (5. prosince 1825, Arnstadt – 22. června 1887, tamtéž) byla německá spisovatelka, autorka konvenčních ženských románů.

## Život

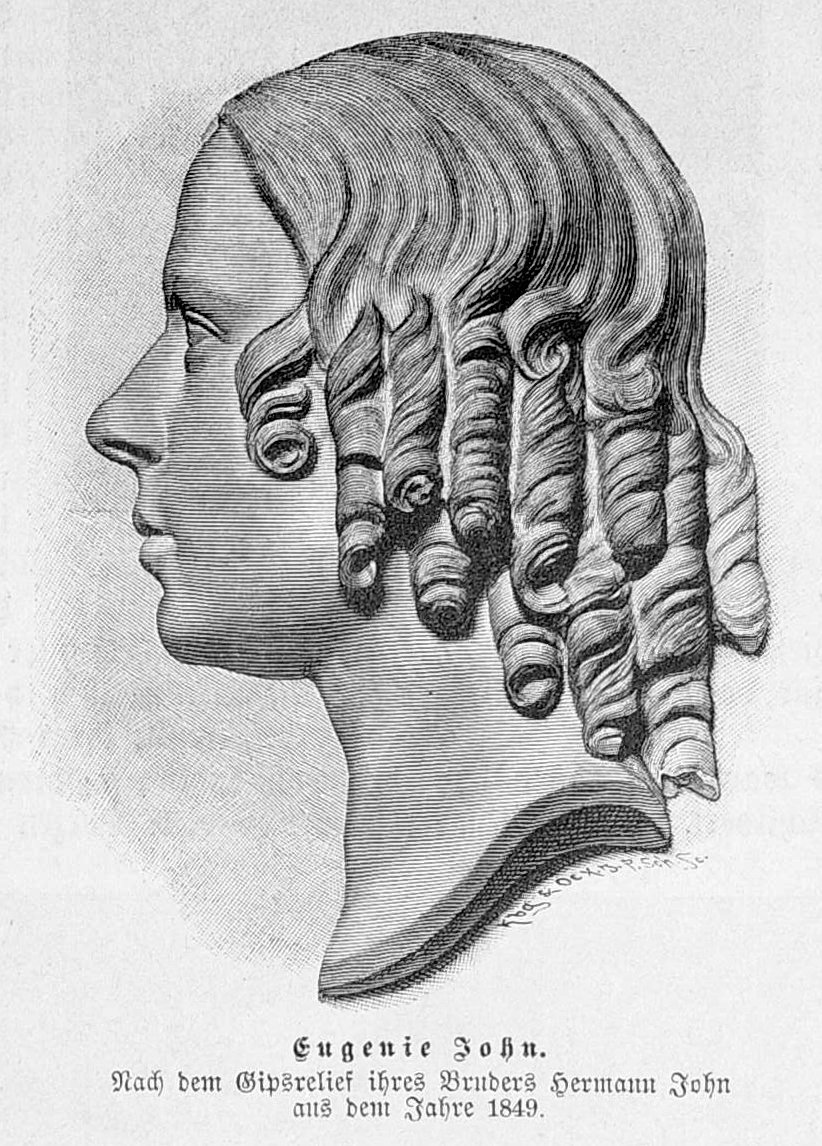
Eugenie Marlittová v roce 1849.

Eugenie Marlittová se narodila v Arnstadtu v Durnysku. Měla velké hudební nadání, které její rodiče brzy rozpoznali. Požádali proto kněžnu Matyldu von Schwarzburg-Sondershausen (1814-1888), aby se stala její mecenáškou. Ta jí nejprve umožnila žít ve své rodině a získat tam základy hudebního vzdělání, a pak jí poslala studovat (v letech 1844 až 1846) hudbu na vídeňskou konzervatoř Po skončení studia se Eugenie stala operní zpěvačkou, ale pro vadu sluchu musela roku 1853 svou pěveckou kariéru ukončit. Poté působila u své mecenášky jako společnice a začala zde také svou literární činnost. Když jí kněžna musela roku 1863 kvůli svým finančním problémům propustit, přestěhovala se ke svému bratrovi do Arnstadtu a zcela se věnovala psaní zábavných románů pro ženy, které lze pro jejich černobílost a nepropracovanou psychologii postav považovat za prototyp tzv. červené knihovny.

## Dílo
- Schulmeisters Marie (1859, Učitelova Mařenka),
- Die zwölf Apostel (1865, Dvanáct apoštolů),
- Goldelse (1866, Zlatovláska),
- Blaubart (1866, Modrovous),
- Das Geheimnis der alten Mamsell (1867, Tajemství staré panny)
- Reichsgräfin Gisela (1869, Hraběnka Gisela),
- Thüringer Erzählungen 1869, Povídky z Durynska)
- Das Heideprinzeßchen (1871, Princeznička z vřesoviště),
- Die zweite Frau (1873, Druhá žena),
- Im Hause des Kommerzienrats (1877, Domácnost komerčního rady)
- Im Schillingshof (1880, Osudy rodu Schillingů),
- Amtmanns Magd (1881, Správcova služka),
- Die Frau mit den Karfunkelsteinen (1885, Dáma s rubíny)
- Das Eulenhaus (1888, V Sovím hrádku), posmrtně.

## Filmové adaptace
- Die zweite Frau (1918), německý němý film, režie Richard Oswald,
- Das Geheimnis der alten Mamsell (1925), německý němý film, režie Paul Merzbach,
- Das Geheimnis der alten Mamsell (1972), německý televizní film, režie Herbert Ballmann,
- Im Schillingshof (1973), německý televizní film, režie Herbert Ballmann,
- Im Hause des Kommerzienrats, (1975), německý televizní film, režie Herbert Ballmann,
- Die zweite Frau (1983), německý televizní film, režie Herbert Ballmann,
- Die Frau mit den Karfunkelsteinen (1985), německý televizní film, režie Dagmar Damek.

## Česká vydání
Všechna autorčina díla jsou přeložena do češtiny. Její spisy vyšly v letech 1906-12 v pražském nakladatelství Alois Hynek celkem v jedenácti svazcích.